# NGC 3108
NGC 3108 (другие обозначения — ESO 435-32, MCG -5-24-19, AM 1000-312, PGC 29076) — галактика в созвездии Насос.
Этот объект входит в число перечисленных в оригинальной редакции «Нового общего каталога».
Галактика NGC 3108 входит в состав группы галактик NGC 3095. Помимо NGC 3108 в группу также входят NGC 3095 и IC 2539.